# Liste du patrimoine culturel immatériel de l'humanité au Cap-Vert
Cet article recense les pratiques inscrites au patrimoine culturel immatériel au Cap-Vert.

## Statistiques
Le Cap-Vert ratifie la convention pour la sauvegarde du patrimoine culturel immatériel le 6 janvier 2016. La première pratique protégée est inscrite en 2019.
En 2019, le Cap-Vert compte un élément inscrit au patrimoine culturel immatériel, sur la liste représentative.

## Listes

### Liste représentative
L'élément suivant est inscrit sur la liste représentative du patrimoine culturel immatériel de l'humanité.
| Élément                                   | Type              | Subdivision | Année | Lien  | Notes | Illus. |
| ----------------------------------------- | ----------------- | ----------- | ----- | ----- | ----- | ------ |
| La morna, pratique musicale de Cabo Verde | arts du spectacle |             | 2019  | 01469 |       |        |

### Patrimoine immatériel nécessitant une sauvegarde urgente
Le Cap-Vert ne compte aucun élément sur la liste du patrimoine immatériel nécessitant une sauvegarde urgente.

### Registre des meilleures pratiques de sauvegarde
Le Cap-Vert ne compte aucune pratique listée au registre des meilleures pratiques de sauvegarde.